# リザードスクワッド
リザードスクワッド（Lizard Squad）は、ハッカーグループ。アノニマスよりも過激なグループからの分裂と推測されている。直訳するとトカゲ分隊。

## 概要
2014年8月18日に最初の攻撃を行った。これはXboxとPlayStationに対するものだった。8月24日にはプレイステーションネットワークに対して攻撃し、ダウンさせている。9月3日には一旦解散宣言を出すものの、11月にはディズニーに対して攻撃を行こなっている。その後も連続してサイバー攻撃を行い、クリスマス前後にxboxとPSNのネットワークをダウンさせた。さらにTorに対しても攻撃している。これらの攻撃は、手当たり次第目立つものを哲学や思想もなく無差別に狙っていたとされ、動機も幼稚なものだった。これらの無差別な攻撃に対して次第にアノニマスが敵対化し、リザードスクワッドに対してハッキング攻撃をしかけたとされる。メンバー7名中に2名が逮捕されている。